# Max Bruns (Fußballspieler)
Max Bruns (* 6. November 2002 in Almelo) ist ein niederländischer Fußballspieler.
Er kann sowohl auf der Position des Innenverteidigers als auch als zentraler Mittelfeldspieler eingesetzt werden. Bruns spielt beim FC Twente in seinem Herkunftsland und ist auch U21-Nationalspieler der Niederlande.

## Karriere

### Laufbahn im Verein
Max Bruns wurde in Almelo in der Region Twente geboren und begann in der nahegelegenen Gemeinde Tubbergen bei MVV'29 mit dem Fußballspielen, bevor er in die Akademie des FC Twente aus Enschede wechselte. Er gab am 6. Februar 2021 bei der 0:3-Niederlage in der Eredivisie bei der PSV aus Eindhoven im Alter von 18 Jahren sein Profidebüt. Es blieb Bruns’ einziger Saisoneinsatz, auch in der darauffolgenden Saison spielte er lediglich dreimal im Ligaalltag. Etwas mehr Einsätze gab es für ihn während der Spielzeit 2022/23, wobei er das Saisonende wegen einer Knöchelverletzung verpasste. Der FC Twente spielte in dieser Saison und auch in der Spielzeit darauf in der UEFA Europa Conference League, wobei man in beiden Saisons in den Play-offs ausschied. In der Spielzeit 2023/24 wurden Max Bruns und sein Verein Dritter und qualifizierten sich somit für die dritte Qualifikationsrunde zur UEFA Champions League. Während dieser Saison kam er zu 12 Einsätzen. Bruns’ derzeitiger Kontrakt läuft bis Sommer 2026.

### Nationalmannschaftskarriere
Max Bruns gab am 21. März 2024 bei der 1:2-Niederlage im Testspiel in Nijmegen gegen Norwegen sein Debüt für die U21 der Niederlande.